# Estremadura
Estremadura (estremadursko in falsko Extremaúra) je avtonomna skupnost v zahodni Španiji s provincama Cáceres in Badajoz in glavnim mestom Mérida. Na zahodu meji na Portugalsko, na severu na Kastilijo in Leon (provinci Salamanca in Ávila), na jugu na Andaluzijo (province Huelva, Sevilla in Córdoba) in na vzhodu na Kastilijo - Mančo (provinci Toledo in Ciudad Real). Uradni jezik v pokrajini je španščina. Vlada Extremadure se imenuje Junta de Extremadura.
Estremadura je pomembno področje za prosto živeče živali, še posebej velik naravni rezervat v okrožju Monfragüe, ki je bil leta 2007 preimenovan v narodni park (Parque nacional de Monfragüe), in naravni park ob reki Tajo (Terreno Natural Río Tajo Internacional).

## Geografija
Edtremadura leži na Južni planoti, ki je del Centralne planote (Osrednja Mezeta), in  meri 41,633 km². Je 5. največja španska avtonomna skupnost. 

### Topografija
Na severu pokrajine je gorovje Sistema Central z najvišjim vrhom Extremadure Calvitero (2401 m). Manjši pogorji, ki spadata v Sistema Central, sta Sierra de Gata in Sierra de Béjar. Sredi pokrajine je Sierra de las Villuercas z najvišjim vrhom Pico de las Villuercas (1603 m).  Pomembni gorski verigi sta tudi Sierra de Montánchez in Sierra de San Pedro, ki sta del večje  gorske verige Montes de Toledo.
Na jugu pokrajine je Sierra Morena, ki ločuje Edtremaduro od Andaluzije. Njen najvišji del je Sierra de Tentudía z najvišjim vrhom  Pico Tentudía (1.104 m).

### Hidrografija
V Edtremaduri so štirje hidrografski bazeni.
Bazen  reke Tajo z glavnima desnima pritokoma Tiétar in Alagón in levimi pritoki Almonte, Ibor, Salor in Sever. Največ vode prispevajo desni pritoki, ki pritekajo iz sotesk Sistema Central, kjer je največ dežja in snega. 
Drugi je bazen reke Guadiane, z glavnima desnima pritokoma Guadarranque in Ruecas in levima Zújar  in Matachel.
Bazen reke Guadalquivir, ki v Edtremaduri obsega 1411 km², kar je samo 2,45 % njenega porečja.
Bazen Duera meri v Edtremaduri 35 km², kar je  samo 0,04% njenega porečja.

## Podnebje
Večji del Edtremadure ima sredozemsko podnebje. Izjema je njen severni del, ki ima celinsko podnebje. Na severozahodu je zaradi vpliva Atlantika celinsko podnebje bolj milo.   
Za pokrajino so na splošno značilna zelo vroča in suha poletja z velikimi sušami in dolge in mile zime, ki so posledica bližine atlantske obale.

### Temperatura
Letne temperature nihajo od povprečne najnižje temperature 4 °C do povprečne najvišje temperature 33 °C. Na severu so povprečja nižja kot na jugu.
Povprečna julijska temperatura je višja od 26 °C in včasih doseže 40 °C. 
Najnižje zimske temperature so v goratem delu pokrajine in v povprečju merijo 7,5 °C. V gorah pade  okoli  40 cm snega, večina januarja in februarja.

## Prebivalstvo
1. januarja 2012 je imela Estremadura 1.109.67 prebivalcev, kar je pomenilo 2,36 % celotnega prebivalstva Španije  (46.745,807 prebivalcev). Gostota prebivalstva je 25 prebivalcev /km² in je v primerjavi s celotno državo majhna.
Bolj naseljena je provinca Badajos s 691.715 prebivalci oziroma 31,78 prebivalca/km². Provinca je s površino 21.766 km² največja provinca v Španiji. V provinci Cáceres živi 413.766 prebivalcev oziroma 20,83 prebivalca/km². Cáceres je z 19.868 km² druga največja španska provinca.

## Jeziki
Uradni jezik v Estremaduri je španščina. Njena lokalna narečja imajo skupno ime Castúo. 
Med druge pogovorne jezike spadajo olivenško, alkantarsko in kodosersko narečje  portugalščine. Večina portugalskih narečij je ogroženih.  V nekaterih estremadurskih šolah se poučujejo kot tuj jezik, vendar ne do popolnosti.
Jezik fala, ki se običajno uvršča v portugalsko-galicijsko podskupino jezikov, govori samo še približno 10.500 prebivalcev, od katerih 5500 živi v mestih Valverde del Fresno (Valverdi du Fresnu), Eljas (As Ellas) in San Martín de Trevejo (Sa Martín de Trebellu) v dolini Jálame na severozahodu Estremadure na meji s Portugalsko. 
Estremadurski jezik je soroden z leonskim in asturskim (vsi ti trije jeziki so različice t. i. asturleonščine). Jezik je resno ogrožen in se ne govori niti javno niti zasebno.

## Kmetijstvo
V estremadurskih gozdovih se pasejo prostoživeči črni iberski prašiči, ki se prehranjujejo predvsem  s hrastovim želodom. Prašiče lovijo in iz njihovega mesa proizvajajo iberski pršut (jamon ibérico). Cena pršuta je odvisna od deleža želoda v njihovi prehrani:  pršut z 90 % deležem je dvakrat dražji od tistega s 70 % deležem. 

## Zgodovina
V Rimskem cesarstvu je Estremadura skupaj z večjim delom Portugalske spadala v rimsko provinco Luzitanijo. Upravno središče province je bila Emerita Augusta, sedanja Mérida, ki je spadala med najpomembnejša mesta v Rimskem cesarstvu.
Po arabski zasedbi Iberskega polotoka leta 711 je postala najbolj severozahodna provinca Omajadskega kalifata z glavnim mestom Mérida (arabsko ماردة, Mārida). Od leta 756 do 929 je spadala v Kordovski emirat, od leta 929 do njegovega propada leta 1031 pa v Kordovski kalifat. Ko je kalifat razpadel na številna majhna kraljestva (taifa), je Estremadura v dveh obdobjih pripadala Taifi Badajoz. Taifa je prvič razpadla leta 1094 pod pritiskom Almoravidov in drugič pod pritiskom Almohadov leta 1115.  Po polomu Almohadov v bitki pri Navas de Tolosa leta 1212 je Estremaduro okoli leta 1230 osvojila vojska Alfonza IX. Leonskega.
V Estremaduri se je rodilo mnogo prvih španskih osvajalcev Novega sveta – konkvistadorjev - in ameriških priseljencev: Hernán Cortés, Francisco Pizarro, Gonzalo Pizarro, Juan Pizarro, Hernando Pizarro, Hernando de Soto, Pedro de Alvarado, Pedro de Valdivia, Alvar Núñez Cabeza de Vaca, Inés Suárez, Alonso de Sotomayor, Francisco de Orellana, Pedro Gómez Duran y Chaves in Vasco Núñez de Balboa. 
Osvajalci so v Novem svetu ustanovili več mest z imeni estremadurskih mest: Mérido v Mehiki in Venezueli,  Medelin v Kolumbiji in Albuquerque v Novi Mehiki. Pedro de Valdivia je ustanovil več mest v Čilu, med njimi Valdivio in La Sereno. Prestolnica Santiago de Chile se je sprva imenovala Santiago de Nueva Extremadura.

## Sklic
1. ↑  »Pico la Villuerca«. Arhivirano iz prvotnega spletišča dne 16. decembra 2013. Pridobljeno 16. decembra 2013.
2. ↑  INE, Instituto Nacional de Estadística, 1. januar 2006, Real Decreto 1627/2006 z dne 29. decembra 2006.
3. ↑  Unesco.es[mrtva povezava]